# Gösta Juslén

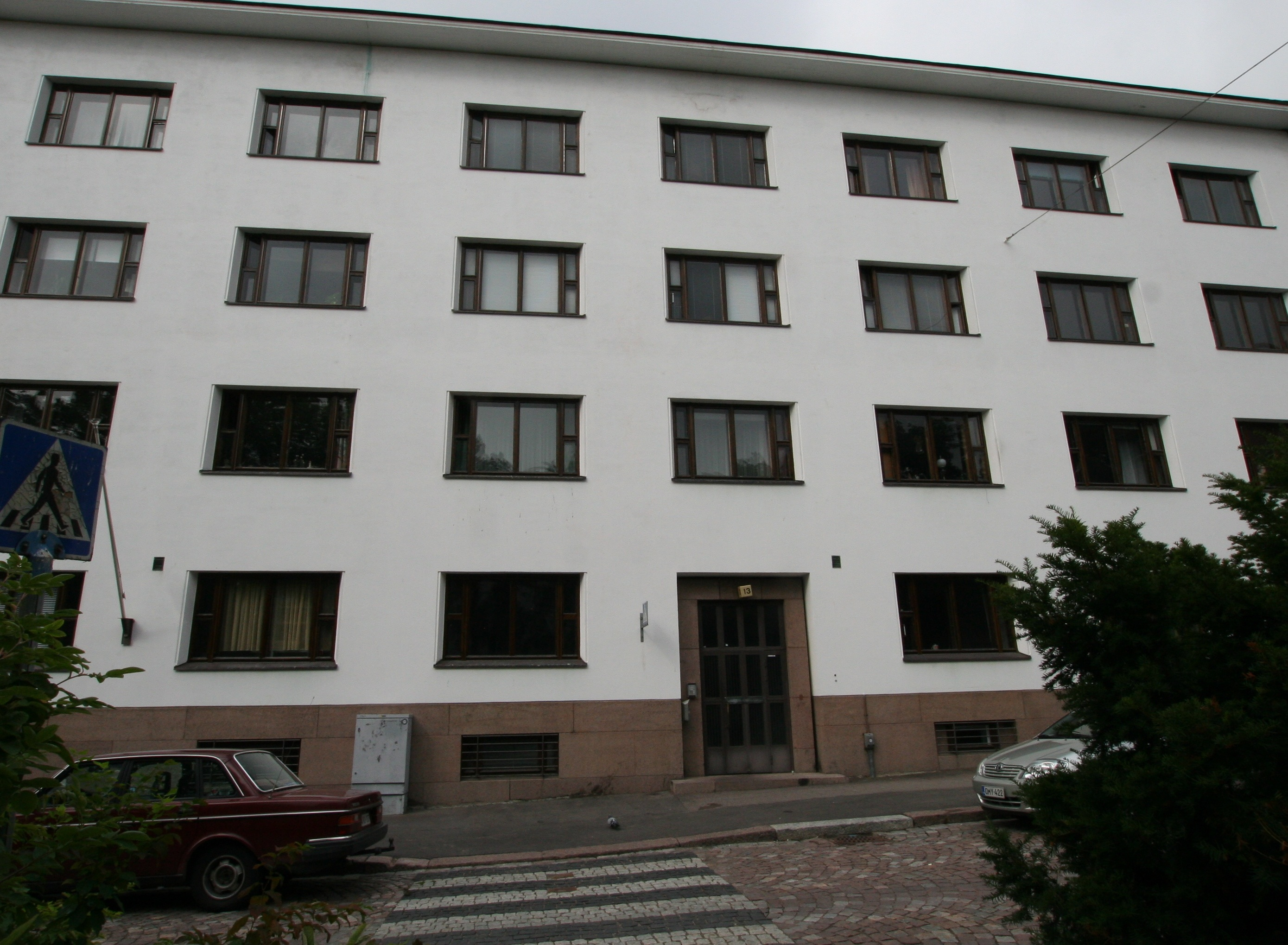
Lallukka konstnärshem.

Gustaf (Gösta) Wilhelm Juslén, född 6 april 1887 i Ekenäs, död 21 augusti 1939 i Helsingfors, var en finländsk arkitekt. 
Juslén ritade i Helsingfors bland annat Fazers café (1930) på Alexandersgatan 38 och Lallukka konstnärshem (1934) på Apollogatan 13 samt biografteatern Scala och en rad bostadshus i stadens södra del. Hans verk befinner sig i brytningen mellan nyklassicism och funktionalism under 1920- och 30-talet.